# Claude Lelouch

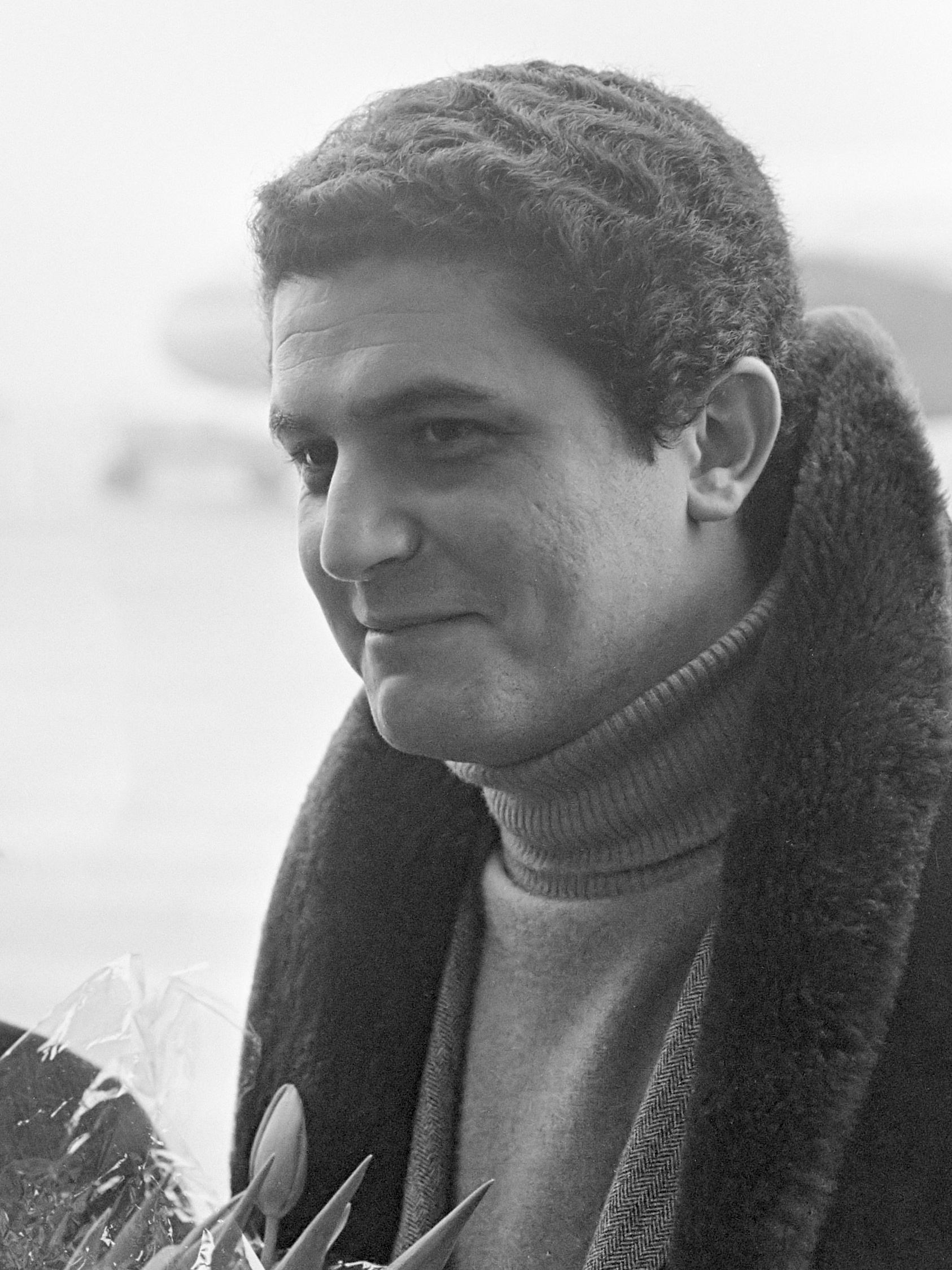
Claude Lelouch, 1966.

Claude Barruck Joseph Lelouch, född 30 oktober 1937 i Paris, är en fransk filmregissör, manusförfattare, filmfotograf, skådespelare och producent.

## Karriär
Claude Lelouch gjorde sin första kortfilm 1954. 1966 fick han ett stort internationellt genombrott med kärlekshistorien En man och en kvinna, som vann bland annat Guldpalmen vid filmfestivalen i Cannes. Lelouch fortsatte sedan göra filmer av hög kvalitet under slutet av 1960- och början av 1970-talen, bland andra Leva för att leva (1967) och Le chat et la souris (1975). I slutet av 1980-talet fick han återigen några framgångar, bland annat med En man och en kvinna – 20 år senare (1986) och Att möta ett lejon (1988).

## Filmografi i urval
- 1964 – Skarpladdat
- 1966 – En man och en kvinna
- 1967 – Leva för att leva
- 1970 – Gangstern
- 1972 – Money Money Money (L'Aventure c'est l'aventure)
- 1973 – Ett gott nytt år
- 1976 – C'était un rendez-vous (kortfilm)
- 1981 – Les Uns et les Autres
- 1986 – En man och en kvinna – 20 år senare
- 1988 – Att möta ett lejon
- 1995 – Les Misérables
- 1995 – Lumière et Compagnie
- 2000 – One 4 All (Une pour toutes)
- 2002 – And Now... Ladies and Gentlemen...
- 2002 – 11'0901 - September 11 (delen "France")
- 2007 – Chacun son cinéma (delen "Cinéma de Boulevard")
- 2007 – Korsande vägar
- 2015 – Un + une
- 2019 – Livets bästa år
- 2021 – L'amour c'est mieux que la vie